# 연식
연식(軟食)은 음식을 잘 씹지 못하는 환자나 위장 장애가 있는 환자에게 주는 음식으로 죽식이라고도 한다. 섬유질이 많은 채소나 곡류, 질긴 결합 조직을 가진 육류나 조개류의 사용은 피하고, 음식을 으깨거나 체에 걸러서 부드럽게 만들어 준다.